# Westfield Corporation
De Westfield Corporation was een Australisch bedrijf dat zich bezig hield met retailvastgoed. Het werd opgericht toen de Westfield Group zich opsplitste in 2014, waarbij de bezittingen in Australië en Nieuw-Zeeland verder gingen in de Scentre Group en waarbij de bezittingen in het Verenigd Koninkrijk en Verenigde Staten Westfield Corporation vormden.
Op 12 december 2017 accepteerde Westfield een overnamebod van 32,8 miljard Australische dollar door Unibail-Rodamco. in juni 2018 werd de overname afgerond en ging het bedrijf verder als Unibail-Rodamco-Westfield.
Op 28 maart 2022 maakt Unibail-Rodamco bekend dat het in de komende 2 jaar alle winkelcentra in Amerika verkoopt en zich volledig terugtrekt van de Amerikaanse markt.